# Stéphane Robert
Stéphane Robert (Montargis, 17 mei 1980) is een Franse tennisser die sinds 2001 actief is als professional.
Roberts beste prestatie tot januari 2014 was het bereiken van de enkelspelfinale van het ATP-toernooi van Johannesburg in 2010. Bij de Australian Open 2014 bereikte hij als lucky loser de beste 16.
In het enkelspel won hij ook zes challengers en dertien futurestoernooien.

## Palmares
| Legenda                       | Legenda               |
| ----------------------------- | --------------------- |
| Grand Slam                    |                       |
| Olympische Spelen             |                       |
| tot 2009                      | vanaf 2009            |
| Tennis Masters Cup            | ATP Finals            |
| ATP Masters Series            | ATP Tour Masters 1000 |
| ATP International Series Gold | ATP Tour 500          |
| ATP International Series      | ATP Tour 250          |

### Enkelspel
| Nr.                        | Datum             | Toernooi            | Ondergrond    | Tegenstander in finale | Score               | Details |
| -------------------------- | ----------------- | ------------------- | ------------- | ---------------------- | ------------------- | ------- |
| Verloren finales           |                   |                     |               |                        |                     |         |
| 1.                         | 7 februari 2010   | ATP Johannesburg    | Hardcourt     | Feliciano López        | 5-7, 1-6            | Details |
| Gewonnen challengerfinales |                   |                     |               |                        |                     |         |
| 1.                         | 14 september 2003 | Sofia               | Gravel        | Daniel Elsner          | 6-1, 4-6, 7-6(4)    |         |
| 2.                         | 19 september 2004 | Boedapest           | Gravel        | Alessio Di Mauro       | 6-1, 4-6, 7-5       |         |
| 3.                         | 14 juni 2009      | Kosice              | Gravel        | Jiri Vanek             | 7-6(5), 7-6(5)      |         |
| 4.                         | 13 september 2009 | Alphen aan den Rijn | Gravel        | Michael Russell        | 7-6(2), 5-7, 7-6(5) |         |
| 5.                         | 21 februari 2010  | Tanger              | Gravel        | Oleksandr Dolgopolov   | 7-6(5), 6-4         |         |
| 6.                         | 1 mei 2011        | Ostrava             | Gravel        | Adam Kellner           | 6-1, 6-3            |         |
| 7.                         | 21 februari 2016  | New Delhi           | Hardcourt     | Saketh Myneni          | 6-3, 6-0            |         |
| 8.                         | 12 november 2017  | Kobe                | Hardcourt (i) | Calvin Hemery          | 7-6(1), 6-7(5), 6-1 |         |
| 9.                         | 4 februari 2018   | Burnie              | Hardcourt     | Daniel Altmaier        | 6-1, 6-2            |         |

### Dubbelspel
| Nr.                           | Datum             | Toernooi      | Ondergrond    | Partner                | Tegenstanders in finale               | Score            | Details |
| ----------------------------- | ----------------- | ------------- | ------------- | ---------------------- | ------------------------------------- | ---------------- | ------- |
| Gewonnen finales heren dubbel |                   |               |               |                        |                                       |                  |         |
| 1.                            | 27 april 2014     | ATP Barcelona | Gravel        | Jesse Huta Galung      | Daniel Nestor Nenad Zimonjić          | 6-3, 6-3         | Details |
| Gewonnen finales challengers  |                   |               |               |                        |                                       |                  |         |
| 1.                            | 8 augustus 2004   | Poznan        | Gravel        | Adam Chadaj            | Tomáš Cibulec David Škoch             | 3-6, 6-1, 6-2    |         |
| 2.                            | 27 november 2005  | Réunion       | Hardcourt     | Tejmoeraz Gabasjvili   | Ivan Cerovic Petar Popovic            | 6-4, 6-3         |         |
| 3.                            | 29 januari 2006   | Wrexham       | Hardcourt (i) | Jean-Francois Bachelot | Colin Fleming Jamie Murray            | 6-4, 7-5         |         |
| 4.                            | 5 maart 2006      | Cherbourg     | Hardcourt (i) | Jean-Francois Bachelot | Sanchai Ratiwatana Sonchat Ratiwatana | 7-6(5), 6-3      |         |
| 5.                            | 20 maart 2011     | Le Gosier     | Hardcourt     | Riccardo Ghedin        | Arnaud Clément Olivier Rochus         | 6-2, 5-7, [10-7] |         |
| 6.                            | 1 mei 2011        | Ostrava       | Gravel        | Olivier Charroin       | Andis Juska Aleksandr Koedrjavtsev    | 6-4, 6-3         |         |
| 7.                            | 24 juli 2011      | Poznan        | Gravel        | Olivier Charroin       | Franco Ferreiro André Sá              | 6-2, 6-3         |         |
| 8.                            | 15 september 2013 | Sevilla       | Gravel        | Alessandro Motti       | Stephan Fransen Wesley Koolhof        | 7-5, 7-5         |         |

## Resultaten grote toernooien
| Legenda | Legenda                          |
| ------- | -------------------------------- |
| g.t.    | geen toernooi gehouden           |
| l.c.    | lagere categorie                 |
| –       | niet deelgenomen                 |
| G       | uitgeschakeld in de groepsfase   |
| 1R      | uitgeschakeld in de eerste ronde |
| 2R      | uitgeschakeld in de tweede ronde |
| 3R      | uitgeschakeld in de derde ronde  |
| 4R      | uitgeschakeld in de vierde ronde |
| KF      | uitgeschakeld in de kwartfinale  |
| HF      | uitgeschakeld in de halve finale |
| F       | de finale verloren               |
| W       | het toernooi gewonnen            |
| w-v     | winst/verlies-balans             |

### Enkelspel
| Grandslamtoernooien   |      |       |      |      |      |      |      |       |      |       |
| Australian Open       | –    | 2R    | 1R   | 1R   | 1R   | 4R   | 1R   | 3R    | 1R   | 6-7   |
| Roland Garros         | 1R   | 1R    | 2R   | –    | –    | 1R   | 1R   | 2R    | 2R   | 2-7   |
| Wimbledon             | –    | 1R    | –    | –    | 2R   | 1R   | –    | 1R    | –    | 1-4   |
| US Open               | –    | 1R    | –    | –    | 2R   | –    | –    | 1R    | –    | 1-2   |
| winst-verlies         | 0-1  | 1-4   | 1-2  | 0-1  | 2-2  | 3-3  | 0-2  | 3-4   | 0-2  | 10-21 |
| Tennis Masters Cup    |      |       |      |      |      |      |      |       |      |       |
| ATP World Tour Finals | –    | –     | –    | –    | –    | –    | –    | –     | –    | 0-0   |
| ATP Masters 1000      |      |       |      |      |      |      |      |       |      |       |
| Indian Wells          | –    | –     | –    | –    | –    | 1R   | –    | –     | 2R   | 1-2   |
| Miami                 | –    | 2R    | –    | –    | –    | 2R   | –    | –     | 1R   | 2-3   |
| Monte Carlo           | –    | 1R    | –    | –    | –    | –    | –    | 1R    | –    | 0-2   |
| Madrid                | –    | 1R    | –    | –    | –    | –    | –    | –     | –    | 0-1   |
| Rome                  | –    | –     | –    | –    | –    | 2R   | –    | 2R    | –    | 2-2   |
| Hamburg               | –    | l.c.  | l.c. | l.c. | l.c. | l.c. | l.c. | l.c.  | l.c. | 0-0   |
| Montréal/Toronto      | –    | –     | –    | –    | –    | –    | –    | 1R    | –    | 0-1   |
| Cincinnati            | –    | –     | –    | –    | –    | –    | –    | 1R    | –    | 0-1   |
| Shanghai              | l.c. | –     | –    | –    | –    | –    | –    | 1R    | –    | 0-1   |
| Parijs                | –    | –     | –    | –    | –    | –    | –    | 1R    | –    | 0-1   |
| Olympische Spelen     |      |       |      |      |      |      |      |       |      |       |
| Olympische Spelen     | –    | g.t.  | g.t. | –    | g.t. | g.t. | g.t. | –     | g.t. | 0-0   |
| Statistieken          |      |       |      |      |      |      |      |       |      |       |
| Totaal aantal titels  | 0    | 0     | 0    | 0    | 0    | 0    | 0    | 0     | 0    | 0     |
| Totaal winst-verlies  | 1-2  | 11-17 | 2-5  | 0-3  | 2-2  | 5-8  | 1-6  | 14-18 | 1-11 | 37-72 |
| Eindejaarsranking     | 203  | 122   | 105  | 273  | 115  | 134  | 208  | 54    | 218  |       |

### Mannendubbelspel
| Toernooi        | 2004 | 2006 | 2010 | 2011 | 2012 | 2016 | 2017 | 2018 |
| --------------- | ---- | ---- | ---- | ---- | ---- | ---- | ---- | ---- |
| Australian Open | –    | –    | –    | –    | –    | –    | 1R   | –    |
| Roland Garros   | 1R   | 2R   | 1R   | –    | 1R   | 1R   | –    | 3R   |
| Wimbledon       | –    | 1R   | 1R   | 1R   | –    | 2R   | –    |      |
| US Open         | –    | –    | –    | –    | –    | 2R   | –    |      |